# ریوسوکه کانزاکی
ریوسوکه کانزاکی (انگلیسی: Ryosuke Kanzaki؛ زادهٔ ۲۱ ژوئن ۱۹۸۲) بازیکن فوتبال اهل ژاپن است.
از باشگاه‌هایی که در آن بازی کرده‌است می‌توان به باشگاه فوتبال کاوازاکی فرونتال اشاره کرد.